# Mantsjoerije
Mantsjoerije is een historisch gebied ter grootte van ca. 800.000 km² (volgens Chinese gegevens 808.400) in het noordoosten van China en het zuidoosten van Rusland, waar in het verleden de grootmachten Rusland, China en Japan om gestreden hebben. Mantsjoerije grenst in het westen aan Mongolië, in het noorden aan Siberië en in het oosten aan Noord-Korea. Passief heeft het gebied een belangrijke rol gespeeld in de wereldgeschiedenis.
Volgens sommige definities valt het gebied samen met het huidige Noordoost-China. In dat geval telt Mantsjoerije ca. 100 miljoen inwoners (Chinese gegevens uit 2015: bijna 109 mln.) en is het onderverdeeld in de drie Chinese provincies:
- Heilongjiang,
- Jilin en
- Liaoning.

De regio is rijk aan steenkool.

## Mantsjoerije in bredere zin
Tot het voor-tweede-wereldoorlogse Mantsjoerije, bezet door Japan, werden ook de vier huidige oostelijke stadsprefecturen van de huidige autonome regio Binnen-Mongolië in China, grenzend aan Buiten-Mongolië en Rusland in het noorden, gerekend. Deze vier, Hulunbuir, Hinggan, Tongliao en Chifeng, bevinden zich op een gebied met een oppervlakte van 473.569 km² (Nederlandse gegevens) ofwel 453.686 km² (Chinese gegevens), met een bevolking van ruim 11½ miljoen zielen in 2015 (Chinese gegevens) en nog geen 12 miljoen in de periode 2000-2004 (Nederlandse gegevens), wat dus op een daling van het bevolkingsaantal in dit Oost-Mongoolse of West-Mantsjoerijse gebied duidt.
Bij een nog verdere uitbreiding van het geografische begrip "Mantsjoerije" rekent men ook het Russische Amoergebied daartoe, nu bekend als de huidige oblast Amoer en het gebied oostelijk daarvan, tot en met de stad Vladivostok aan de Japanse Zee.
Zie voor beide bijgaand kaartje.

## Geschiedenis
- 1644: De Mantsjoes, een niet-Han-Chinees volk, veroveren China. Hun vorsten zullen, onder de naam van Qing-dynastie, tot 1912 over China regeren.
- 1858: Het Verdrag van Aigun wordt getekend waardoor de huidige Chinees-Russische grens ontstaat.
- 1896: Keizerrijk Rusland krijgt toestemming om een spoorlijn door Mantsjoerije aan te leggen naar Port Arthur.
- 1904: Rusland bezet Mantsjoerije. Als reactie hierop verklaart keizerrijk Japan (gesterkt door de Britse alliantie) de oorlog aan Rusland. Dit is het begin van de Russisch-Japanse Oorlog, die in het voordeel van Japan wordt beslecht.
- 1905: Verdrag van Portsmouth wordt getekend, ook wel de beëindiging van de Russisch-Japanse Oorlog. Rusland en Japan trokken zich terug uit Mantsjoerije en de soevereiniteit ging terug naar China.
- 1931: Het Mantsjoerije-incident, Japanse leger valt Mantsjoerije binnen.
- 1932: Mantsjoerije wordt de "staat" Mantsjoekwo met aan het hoofd Puyi, de ex-keizer van China.
- 1933: Japan wordt door de Volkenbond veroordeeld wegens het optreden in Mantsjoerije. Het land verlaat de Volkenbond.
- 1937: Japan valt vanuit Mantsjoerije China binnen. De Tweede Chinees-Japanse Oorlog begint.
- 1945: Het einde van de Tweede Wereldoorlog. De keizer wordt verdreven en de Sovjet-Unie neemt het gebied in.
- 1949:  Mantsjoerije wordt weer een deel van China, nu de Volksrepubliek China.
- 1969: Op 2 maart bezetten Chinese troepen het eiland Zhenbao in de rivier Amoer. Begin van het Chinees-Sovjet-Russisch grensconflict.